# Кочечум
Кочечум (рос. Кочечум, Кочечумо) — річка в Азії, на півночі Східного Сибіру у Евенкійському районі Красноярського краю Росії. Права, найбільша притока річки Нижня Тунгуска, належить до водного басейну Єнісею.

## Географія
Річка бере свій початок на південній околиці плато Путорана, на південно-західних схилах вершини 1155 м, на висоті 960 м над рівнем моря. Тече, в основному, на південь — південний схід. Після впадіння лівої притоки Туру, круто повертає на захід, а перед впадінням правої притоки Тембенчи — повертає на південь і впадає у Нижню Тунгуску поряд з селищем Тура, на висоті 126 м над рівнем моря. Протікає територією плато Сиверма. Довжина річки 733 км, площа басейну 96 400 км². Повне падіння рівня русла становить 834 м, що відповідає середньому похилу — 1,14 м/км. Середньорічний стік у гирлі — близько 600 м³/с. Швидкість течії доволі висока, і практично на всій довжині водотоку коливається від 0,7 до 1,0 м/с. Ширина русла у верхній течії доходить до 55-77 м, місцями до 100 м, при глибині до 0,9-1,8 м, в середній течії — до 92-140 м, при глибині — 1,0-2,2 м; в нижній течії ширина доходить до 212—380 м, при глибині — до 1,8-2,5 м.
Живлення річки дощове та снігове, підземне живлення несуттєве через розташування водозбору в районі суцільної багаторічної мерзлоти. Верхня частина басейну розташована у кліматичній зоні лісотундри. Замерзає у жовтні, розкривається в кінці травня — початку червня.

## Притоки
Річка Кочечум приймає понад шість десятків приток, довжиною понад 10 км. Найбільших із них, довжиною понад 50 км — 14 (від витоку до гирла):
| Назва притоки            | Довжина,(км) | Площа водозбірного басейну, (км²) | Відстань від гирла Кочечум, (км) | Витрата води,(м³/с) |
| ліві притоки             | ліві притоки | ліві притоки                      | ліві притоки                     | ліві притоки        |
| ------------------------ | ------------ | --------------------------------- | -------------------------------- | ------------------- |
| Дагалдин                 | 58           | 640                               | 664                              |                     |
| Агиткан (Правий Агиткан) | 63           | 1080                              | 534                              |                     |
| Верхній Анакит           | 98           |                                   | 435                              |                     |
| Верхня Майгунгда         | 71           |                                   | 336                              |                     |
| Корвунчана               | 228          | 10400                             | 229                              |                     |
| Туру                     | 365          | 19500                             | 163                              |                     |
| Унтуун                   | 89           | 950                               | 131                              |                     |
| Юктелі (Права Юктелі)    | 69           | 680                               | 103                              |                     |
| праві притоки            |              |                                   |                                  |                     |
| Ягталі                   | 169          | 3240                              | 497                              |                     |
| Ембенчиме (Ембенчие)     | 352          | 14500                             | 255                              |                     |
| Гутконгда                | 164          | 2250                              | 244                              |                     |
| Сенгачангда              | 123          | 2300                              | 209                              |                     |
| Тембенчи                 | 571          | 21600                             | 60                               | 252 (89 км)         |
| Кондакан                 | 142          | 2550                              | 36                               |                     |

## Населенні пункти
Береги річки практично незаселені. Чи не єдиний жилий населений пункт, який розташований на її берегах — це селище Тура, яке лежить у місці впадіння Кочечуму в Нижню Тунгуску.